# Woodland (camuflatge)

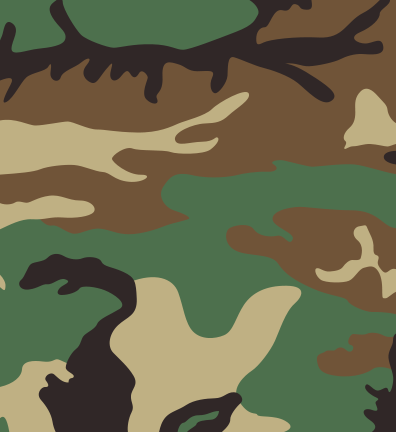
Patró woodland estatunidenc m. 1981

El woodland (mot anglès: 'bosc' o, com a adjectiu, 'boscós', 'boscaner') és un patró mimètic clapejat estatunidenc del grup de fullatge; consisteix en un fons caqui pàl·lid amb grans clapes --suggerint fullatge desenfocat— en marró fort i en verd intens, més clapes menors –insinuant branquillons— en negre.
Així mateix, el woodland és un subgrup de patrons del grup de fullatge. Constitueixen el subgrup el woodland estatunidenc fundacional i els nombrosos patrons que n'han derivat arreu del món.
El present article tracta ambdues accepcions.

## Origen: el woodland estatunidenc
El patró woodland sorgí el 1981 (M. 1981 Woodland patern) com a coloració del nou uniforme de campanya estatunidenc, M. 1981 battle dress uniform (BDU), el qual venia a substituir l'uniforme verd oliva de 1951. Implantat llavors a totes les branques de les forces armades estatunidenques (Exèrcit, Armada, Força Aèria i Marines), hi fou reglamentari fins entorn de 2005, en què cadascuna de les branques començà a substituir-lo per un patró digital privatiu.

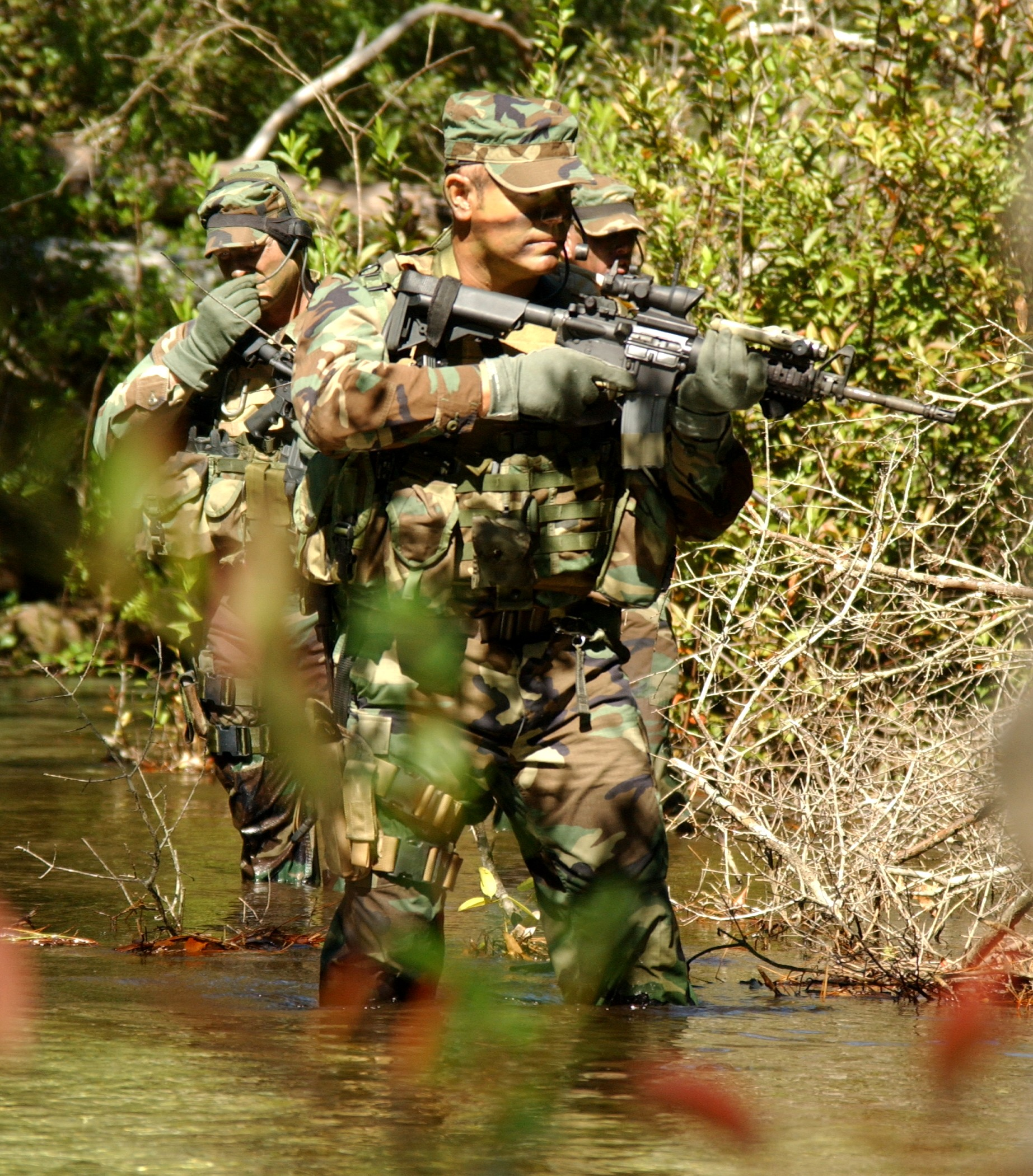
Soldats estatunidencs a la jungla, amb l'uniforme BDU en patró woodland m. 1981

El patró woodland és, de fet, idèntic a la segona versió del patró ERDL (versió highland de 1967, de dominància bruna), només que aplicant-hi una ampliació del seixanta per cent. El canvi es degué a consideracions tàctiques: les clapes petites de l'ERDL eren útils en els combats a curta distància propis de la jungla del Vietnam; entorn de 1981, en canvi, es preveien combats a distància mitjana en medi boscós europeu, i hi calien clapes més grosses per a conservar l'efecte mimètic (amb les clapes petites de l'ERDL, l'uniforme s'hauria vist monocolor a distància mitjana).
Curiosament, el woodland no tingué versió desèrtica: els patrons desèrtics usats coetàniament pels EUA tingueren tant d'èxit internacional com el woodland, però no hi estaven emparentats.

## Auge internacional: el subgrup woodland
Merescudament o no, el woodland és un dels patrons mimètics més influents i imitats de la història, amb un ampli full de serveis en la versió original estatunidenca i, encara més, amb multitud de còpies, adaptacions, imitacions i, també, desenvolupaments col·laterals. Tots aquests patrons derivats, juntament amb el woodland estatunidenc originari, componen el subgrup woodland del grup de fullatge.
En un moment o altre nombroses forces armades dels cinc continents han adoptat algun tipus de woodland per a alguna de les seves branques. Per exemple, és el cas dels exèrcits d'Espanya (patrón boscoso), Eslovàquia, Croàcia, Bòsnia-Hercegovina, Armènia, diversos estats àrabs, el Kazakhstan, Iran, Pakistan, Filipines, Tailàndia, Corea del Sud, Singapur, molts d'africans, diversos d'iberoamericans, etc.; de la Força Aèria portuguesa (mentre que l'exèrcit usa un DPM); de determinades unitats cambodjanes, xineses, brasileres, etc., etc.

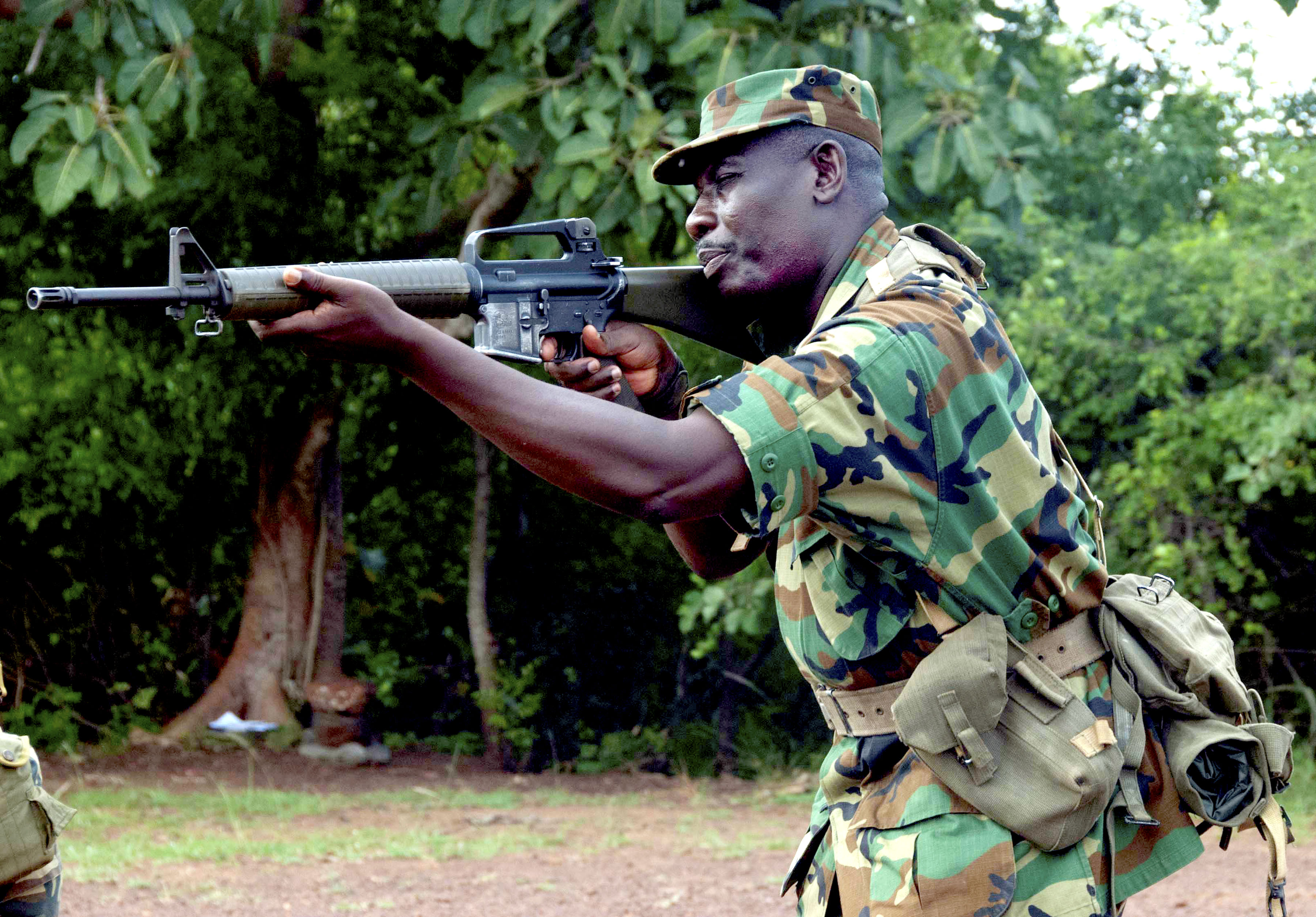
Soldat de Ghana uniformat d'un patró del subgrup woodland

També es poden incloure en aquest subgrup certs patrons que, sense ésser ben bé adaptacions servils del woodland, manifestament l'han usat com a font d'inspiració i hi mantenen un aire de família evident; és el cas, per exemple, del Camouflage Centre-Europe (CCE) francès (1991), del Roma 92 italià, dels models txecoslovac vz. 85 i txec vz. 95 i del model 2004 hongarès.

## Ús civil
A tot aquest inventari caldria afegir-hi, encara, la quantitat ingent d'imitacions comercials del woodland que es confeccionaven i confeccionen en multitud de països per a articles de moda informal d'ús civil, tals com peces de roba i accessoris.

## Actualitat
Avui dia, en contrast amb la seva popularitat civil, i tot i ésser reglamentari encara en molts exèrcits, l'ús militar del woodland sembla haver iniciat una certa decadència, a causa del seu abandonament per part dels EUA i, també, atès l'apogeu dels patrons digitals.